# Governo do Estado Independente da Croácia
O Governo do Estado Croata (em croata:  Hrvatska državna vlada) foi o governo do Estado Independente da Croácia de 16 de abril de 1941 a 8 de maio de 1945.
Em 11 de abril de 1941, após a proclamação do Estado Independente da Croácia, Slavko Kvaternik, vice-líder da Ustaše, emitiu uma ordem na qual todas as questões estatais seriam tratadas pelo Departamento Governamental do Bano (Odjel Banske vlasti). Um dia depois, ele formou um governo interino chamado Liderança do Estado Croata (em croata:  Hrvatsko državno vodstvo).  Kvaternik nomeou os membros da Liderança do Estado Croata até Pavelić formar o governo. O presidente do governo interino foi Mile Budak,  outros membros foram Mirko Puk (vice-líder), Andrija Artuković, Branko Benzon, Jozo Dumandžić, Mladen Lorković, Ismet Muftić, Marko Veršić, Đuro Vranešić e Milovan Žanić.
Ante Pavelić chegou a Zagreb em 15 de abril de 1941. Ele estabeleceu formalmente o governo no dia seguinte ao declarar a Provisão para a Nomeação do Governo do Estado Croata, que assinou como Poglavnik do Estado Independente da Croácia. Por esta disposição, Pavelić inaugurou o nome oficial do estado e a sua função nele.
De acordo com esta disposição, o Governo do Estado era o órgão supremo do Estado que exercia a administração do Estado. O Governo do Estado era responsável perante o Poglavnik, que nomeava os membros do governo, e ele ou o presidente ou vice-presidente conduziam as sessões do governo. Os assuntos de Estado eram geridos pela Presidência do Governo ou por determinados ministérios.
Após a guerra, Pavelić estabeleceu o Comitê Estadual Croata com Lovro Sušić, Mate Frković e Božidar Kavran como seus líderes.  Em 1951, Pavelić ocupou o cargo de Governo do Estado Croata, uma vez que alguns dos primeiros membros do governo foram presos e executados. Seu novo governo agiu como o governo no exílio. Džafer-beg Kulenović foi nomeado Ministro-Presidente. 

## Composição
| Cargo                                       | Ministro             | Mandato                 | Mandato                 |
| Cargo                                       | Ministro             | Início                  | Fim                     |
| ------------------------------------------- | -------------------- | ----------------------- | ----------------------- |
| Ministro-Presidente                         | Ante Pavelić         | 27 de junho de 1941     | 2 de setembro de 1943   |
| Ministro-Presidente                         | Nikola Mandić        | 2 de setembro de 1943   | 8 de maio de 1945       |
| Vice-Ministro-Presidente                    | Osman Kulenović      | 16 de abril de 1941     | 7 de novembro de 1941   |
| Vice-Ministro-Presidente                    | Džafer-beg Kulenović | 7 de novembro de 1941   | 8 de maio de 1945       |
| Vice-Líder da Ustaše                        | Ljudevit Šolc        | 16 de abril de 1941     | 30 de abril de 1943     |
| Vice-Líder da Ustaše                        | Lovro Sušić          | 30 de abril de 1943     | 8 de maio de 1945       |
| Secretário de Governo                       | Mirko Puk            | 11 de outubro de 1942   | 11 de outubro de 1943   |
| Secretário de Governo                       | Andrija Artuković    | 11 de outubro de 1943   | 8 de maio de 1945       |
| Ministro-Presidente da Comissão Legislativa | Milovan Žanić        | 16 de abril de 1941     | 8 de maio de 1945       |
| Ministro das Forças Armadas                 | Slavko Kvaternik     | 10 de abril de 1941     | 4 de janeiro de 1943    |
| Ministro das Forças Armadas                 | Ante Pavelić         | 4 de janeiro de 1943    | 2 de setembro de 1943   |
| Ministro das Forças Armadas                 | Miroslav Navratil    | 2 de setembro de 1943   | 29 de janeiro de 1944   |
| Ministro das Forças Armadas                 | Ante Vokić           | 29 de janeiro de 1944   | 30 de agosto de 1944    |
| Ministro das Forças Armadas                 | Nikola Steinfl       | 30 de agosto de 1944    | 8 de maio de 1945       |
| Ministro das Relações Exteriores            | Ante Pavelić         | 16 de abril de 1941     | 9 de junho de 1941      |
| Ministro das Relações Exteriores            | Mladen Lorković      | 9 de junho de 1941      | 23 de abril de 1943     |
| Ministro das Relações Exteriores            | Mile Budak           | 23 de abril de 1943     | 5 de novembro de 1943   |
| Ministro das Relações Exteriores            | Stijepo Perić        | 5 de novembro de 1943   | 28 de abril de 1944     |
| Ministro das Relações Exteriores            | Mladen Lorković      | 28 de abril de 1944     | 5 de maio de 1944       |
| Ministro das Relações Exteriores            | Mehmed Alajbegović   | 5 de maio de 1944       | 8 de maio de 1945       |
| Ministro do Interior                        | Andrija Artuković    | 16 de abril de 1941     | 10 de outubro de 1942   |
| Ministro do Interior                        | Ante Nikšić          | 10 de outubro de 1942   | 29 de abril de 1943     |
| Ministro do Interior                        | Andrija Artuković    | 29 de abril de 1943     | 11 de outubro de 1943   |
| Ministro do Interior                        | Mladen Lorković      | 11 de outubro de 1943   | 30 de agosto de 1944    |
| Ministro do Interior                        | Mato Frković         | 30 de agosto de 1944    | 8 de maio de 1945       |
| Ministro da Justiça e Religião              | Mirko Puk            | 16 de abril de 1941     | 10 de outubro de 1942   |
| Ministro da Justiça e Religião              | Andrija Artuković    | 10 de outubro de 1942   | 1º de abril de 1943     |
| Ministro da Justiça e Religião              | Jozo Dumandžić       | 1º de abril de 1943     | 25 de agosto de 1943    |
| Ministro da Justiça e Religião              | Pavao Canki          | 25 de agosto de 1943    | 8 de maio de 1945       |
| Ministro da Educação                        | Mile Budak           | 16 de abril de 1941     | 2 de novembro de 1941   |
| Ministro da Educação                        | Stjepan Ratković     | 2 de novembro de 1941   | 10 de outubro de 1942   |
| Ministro da Educação                        | Mile Starčević       | 10 de outubro de 1942   | 11 de outubro de 1943   |
| Ministro da Educação                        | Julije Makanec       | 11 de outubro de 1943   | 8 de maio de 1945       |
| Ministro do Artesanato e Comércio           | Marijan Šimić        | 16 de abril de 1941     | 15 de outubro de 1941   |
| Ministro do Artesanato e Comércio           | Dragutin Toth        | 15 de outubro de 1941   | 10 de outubro de 1942   |
| Ministro do Artesanato e Comércio           | Josip Cabas          | 10 de outubro de 1942   | 1º de fevereiro de 1944 |
| Ministro do Artesanato e Comércio           | Vjekoslav Vrančić    | 1º de fevereiro de 1944 | 8 de maio de 1945       |
| Ministro da Economia Popular                | Lovro Sušić          | 16 de abril de 1941     | 30 de junho de 1941     |
| Ministro da Economia Popular                | Andrija Artuković    | 11 de outubro de 1942   | 11 de outubro de 1943   |
| Ministro da Economia Rural                  | Jozo Dumandžić       | 1º de julho de 1941     | 10 de outubro de 1942   |
| Ministro da Economia Rural                  | Stjepan Hefer        | 11 de outubro de 1942   | 11 de outubro de 1943   |
| Ministro do Tesouro do Estado               | Vladimir Košak       | 1º de julho de 1941     | 1º de abril de 1943     |
| Ministro do Tesouro do Estado               | Ante Filipančić      | 1º de abril de 1943     | 10 de outubro de 1943   |
| Ministro do Tesouro do Estado               | Dragutin Toth        | 10 de outubro de 1943   | 8 de maio de 1945       |
| Ministro do Trânsito e Obras Públicas       | Hilmija Bešlagić     | 1º de julho de 1941     | 11 de outubro de 1943   |
| Ministro do Trânsito e Obras Públicas       | Ante Vokić           | 11 de outubro de 1943   | 30 de agosto de 1944    |
| Ministro do Trânsito e Obras Públicas       | Jozo Dumandžić       | 30 de agosto de 1944    | 8 de maio de 1945       |
| Ministro das Florestas e Minas              | Ivica Frković        | 16 de abril de 1941     | 10 de outubro de 1943   |
| Ministro das Florestas e Minas              | Josip Balen          | 10 de outubro de 1943   | 8 de maio de 1945       |
| Ministro do Transporte                      | Jozo Dumandžić       | 16 de abril de 1941     | 1º de julho de 1941     |
| Ministro do Transporte                      | Lovro Sušić          | 1º de julho de 1941     | 10 de outubro de 1942   |
| Ministro da Saúde                           | Ivan Petrić          | 16 de abril de 1941     | 10 de outubro de 1942   |
| Ministro da Saúde e Transporte              | Janko Tortić         | 10 de outubro de 1942   | 8 de maio de 1945       |
| Ministro do Bem-Estar das Terras Perdidas   | Mehmed Alajbegović   | 11 de outubro de 1943   | 5 de maio de 1944       |
| Ministro do Bem-Estar das Terras Perdidas   | Meho Mehičić         | 5 de maio de 1944       | 8 de maio de 1944       |
| Ministro das Áreas Libertadas               | Edo Bulat            | 11 de outubro de 1943   | 20 de maio de 1944      |

## Governo no exílio
O governo no exílio foi anunciado por Ante Pavelić em 10 de abril de 1951. Foi dissolvido após a morte de Pavelić em 28 de dezembro de 1959. 
| Cargo                                    | Ministro             |
| ---------------------------------------- | -------------------- |
| Ministro-Presidente                      | Džafer-beg Kulenović |
| Vice-Ministro-Presidente                 | Vjekoslav Vrančić    |
| Ministro do Interior                     | Andrija Artuković    |
| Ministro das Relações Exteriores         | Petar Pejačević      |
| Ministro da Educação                     | Andrija Ilić         |
| Ministro das Forças Armadas              | Rafael Boban         |
| Ministro das Telecomunicações e Correios | Jozo Dumandžić       |
| Ministro das Florestas e Minas           | Ivica Frković        |
| Ministro Sem Pasta                       | Stjepan Hefer        |
| Ministro Sem Pasta                       | Himlija Bešlagić     |
| Ministro Sem Pasta                       | Jozo Turina          |